# ابر پنا
ابر پنا (انگلیسی: Héber Pena؛ زادهٔ ۱۶ ژانویهٔ ۱۹۹۰) بازیکن فوتبال اهل اسپانیا است.